# Fortunée Briquet
Pour les articles homonymes, voir Briquet (homonymie).
Marguerite-Ursule-Fortunée Bernier, dite Fortunée Briquet, née le 16 juin 1782 à Niort où elle est morte le 14 mai 1815, est une femme de lettres française.

## Biographie
Fortunée Bernier reçoit une éducation soignée, à Niort dans un milieu de notaire. À 15 ans, elle épouse Hilaire-Alexandre Briquet, prêtre défroqué et professeur à l’École centrale de Niort, qui avait fait insérer ses premiers écrits dans l’Almanach des Muses. Ils ont un fils, le futur historien Apollin Briquet. Elle adhère aux idées républicaines. En 1808, elle arrête ses travaux d’écriture et se sépare de son mari. Elle meurt à l’âge de 32 ans. 

## Poésie
Dès l’âge de 16 ans, elle publie des poésies et des calendriers en l’honneur des femmes. À Paris, elle fréquente le salon de Fanny de Beauharnais et d’Anne-Marie du Boccage. Ses œuvres sont publiés dans l’Almanach des Muses et la Bibliothèque française de Charles de Pougens.
En 1800, une Ode sur les vertus civiles lui ouvre les portes de la Société des belles-lettres et des salons de Paris. Fanny de Beauharnais, la tante de Joséphine, avait donné le signal des applaudissements pour son poème l’Île de la Félicité :
Muse et Grâce à la fois ! un jour que sera-t-elle ?

Les talents n’ont point d’âge, elle naît immortelle.
Parurent ensuite les Odes sur la mort de Dolomieu, une ode à Denis Lebrun, la Vertu est la base des républiques, et son Mémoire sur Klopstock, sa vie et ses ouvrages, qui la fit admettre à l’Athénée des arts de Paris.
De ses vers séduisans telle est la destinée,

Qu’amour les change en fleurs pour en faire un bouquet :

Dont aussitôt sa mère ornée

Va se mirer

C’est alors que le Dieu, se servant de briquet

Fait feu sur Vénus Fortunée

## Dictionnaire
La plus importante des œuvres de Fortunée Briquet est le Dictionnaire historique, littéraire et bibliographique des Françaises et des étrangères naturalisées en France, publié en 1804, qu’elle dédie à Napoléon. Le titre complet est Dictionnaire historique, littéraire et bibliographique des Françaises et des étrangères naturalisées en France, connues par leurs écrits ou par la protection qu’elles ont accordée aux gens de lettres, depuis l’établissement de la Monarchie jusqu’à nos jours.
Ce dictionnaire est une compilation de 564 notices de femmes francophones entre le VIe siècle et le Consulat, dont 330 autrices entre 1700 et 1804. C'est une source essentielle d’informations sur les femmes liées au monde des lettres (mécènes, autrices, salonnières). Chaque biographie est complétée par une bibliographie.   
Redécouvert au moment du Bicentenaire de la Révolution et intégré dans le Dictionnaire des femmes de l'ancienne France de la SIEFAR, le Dictionnaire est ré-édité en mars 2016. Il est avec le dictionnaire de Louise de Kéralio entrepris entre 1786 et 1789, une preuve de l’activité littéraire des femmes au cours du XVIIIe siècle. Des recherches systématiques effectuées dans les années 2000, recensent 531 noms, ce qui contredit la thèse de l’historien Robert Darnton selon lequel la production littéraire du XVIIIe siècle serait essentiellement masculine.

## Citation
« Aucun siècle n’a commencé avec un aussi grand nombre de femmes de lettres ; aucun siècle n’aura vu l’éducation des femmes plus soignée. »

— Fortunée Briquet, 1804

## Publications
- Ode sur les vertus civiles, Paris, Charles de Pougens, 1801    (Wikisource), 19 p.
- Ode sur la mort de Dolomieu, Paris, Charles de Pougens, 1802    (Wikisource), 23 p.
- Ode à Lebrun, Paris, Charles de Pougens, 1803    (Wikisource), 9 p.
- Ode qui a concouru pour le prix de poésie décerné par l’Institut national de France, le 6 nivôse an XII, Niort, Étienne Depierris, 1804    (Wikisource), 12 p.
- Dictionnaire historique, bibliographique et littéraire des Françaises et des étrangères naturalisées en France, connues par leurs écrits, ou par la protection qu'elles ont accordée aux gens de Lettres, depuis l'établissement de la Monarchie jusqu'à nos jours, Paris, Treutell & Würtz, 1804, 347 p. (lire en ligne).
- Élégies imitées de Milady Montague, Niort, Étienne Dépierris, 1806    (Wikisource), 7p.